# Сабри Калканделен
Сабри Калканделен (на турски: Sabri Kalkandelen) е виден турски поет и общественик, директор на Цариградската имперска библиотека.

## Биография
Роден е в 1862 година в град Тетово (на турски Калканделен), чието име носи като фамилно, в семейството на Мустафа Рухи ефенди. Получава образование от баща си. В 1883 година заминава с баща си в Цариград и учи в дворцовото училище. След завършването му, започва работа в Имперската библиотека в Йълдъз. След Младотурската революция в 1908 година е назначен за директор на библиотеката. В същата година отклонява опит на революционерите да задигнат ценните книги от библиотеката, която по-късно става библиотека на Истанбулския университет. Умира в 1943 година в Истанбул.